# MRZ 2/576
MRZ 2/576 je antagonist NMDA receptora.